# Senonae
Senonae ist eine noch nicht eindeutig lokalisierte Siedlung im antiken Gallien. Vieles spricht dafür, dass Senonae der Hauptort der Senonen, also das heutige Sens an der Yonne in der Bourgogne ist, möglich ist aber auch eine Lokalisierung in Senon. 
Der spätere römische Kaiser Julian überwinterte dort auf seinem Feldzug gegen die Germanen im Rheingebiet im Jahre 356 und musste hier auch eine Belagerung überstehen (siehe auch Marcellus). 
Decentius, Bruder des Gegenkaisers Magnentius, starb 353 n. Chr. in Senonae. 